# Pär Lagerkvist

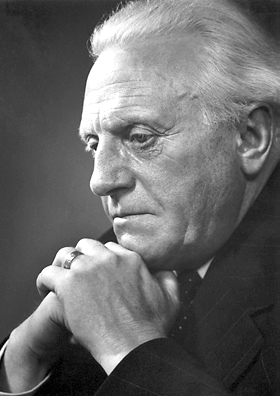
Pär Lagerkvist (um 1950)

Pär Fabian Lagerkvist (* 23. Mai 1891 in Växjö; † 11. Juli 1974 in Danderyd bei Stockholm) war ein schwedischer Schriftsteller und Dichter. Im Jahr 1951 erhielt er den Nobelpreis für Literatur.

## Leben
Lagerkvist wurde als jüngster von sieben Söhnen eines Bahnwärters in Småland geboren. Geistig geprägt von einer tief religiösen Familie, entschied er sich schon in jungen Jahren dazu, Schriftsteller zu werden. Von 1910 bis 1912 studierte er Kunstgeschichte und Literatur an der Universität Uppsala.
1913 ging er für ein Jahr nach Paris, studierte dort Kunst und wurde ein Anhänger von Kubismus und Expressionismus.
Während des Ersten Weltkrieges lebte Lagerkvist in Kopenhagen, wo er unter anderem den Gedichtband Ångest (Angst) sowie seine ersten Theaterstücke schrieb. Dort lernte er auch Karen Sørensen kennen, die er 1918 heiratete. 1925 wurde die Ehe wieder geschieden, und Lagerkvist heiratete die Witwe des Malers Gösta Sandels, Elaine Luella Hallberg. Aus dieser Ehe gingen die Zwillingssöhne Bengt Anders Lagerkvist und Ulf Gudmund Lagerkvist sowie die Tochter Elin Lagerkvist hervor.
1930 zog Lagerkvist sich weitgehend aus der Öffentlichkeit zurück und lebte mit seiner Familie auf einer Insel in der Gemeinde Lidingö.
Lagerkvist war seit 1940 Mitglied der Schwedischen Akademie.

## Künstlerisches Schaffen
Lagerkvist begann schon als Schüler, Gedichte in der Lokalpresse zu veröffentlichen. Seine erste Sammlung von Erzählungen, Människor, veröffentlichte er 1912. Sein Roman Dvärgen (Der Zwerg, 1944), eine belehrende Geschichte über das Böse, brachte ihm erstmals internationale Bekanntheit. Sein letztes Buch, die dramatische Liebesgeschichte Mariamne (Herodes und Mariamne), veröffentlichte er 1967.
Ein Schwerpunkt seiner Werke ist der Konflikt zwischen Gut und Böse, welche er mit Figuren wie dem eines mittelalterlichen Henkers, dem gottzweiflerischen Barabbas, oder dem ruhelosen Juden Ahasverus darstellt. Als erklärter Moralist nutzte Lagerkvist religiöse Motive und Figuren der christlichen Tradition, ohne jedoch den Doktrinen der Kirche zu folgen.
Lagerkvists bekanntester Roman, Barabbas (1950), wurde schon kurz nach der Veröffentlichung als Meisterwerk gelobt, unter anderem vom Literaturnobelpreisträger André Gide. Der Roman basiert auf einer biblischen Geschichte. Als das Volk von Judäa dem verurteilten Barabbas Begnadigung widerfahren lässt – und nicht Jesus von Nazareth –, versucht der Dieb und Mörder, den tieferen Sinn dieser Entscheidung zu verstehen und wird im Laufe seiner Lebensentwicklung vom Gottsuchenden zum Gottfindenden, vom Zweifler zum Gläubigen. Der Roman wurde dreimal verfilmt: Barabbas – Der Mann im Dunkel (1953), Barabbas (1961), Barabbas (2012).

## Auszeichnungen und Ehrungen
- 1941 Ehrendoktor der Hochschule Göteborg (Göteborgs Högskola)[1]
- 1951 Literaturnobelpreis
- 1951 BMF-Plakette

## Werke

### Kurzgeschichten
- Människor (1912)
- Två sagor om livet (1913)
- Järn och människor (1915)
- Det eviga leendet (1920)
- Onda sagor (1924)
  - Schlimme Geschichten, dt. von Heinrich Goebel; A. Fischer, Tübingen 1928.
- Kämpande ande (1930)
- I den tiden (1935)
  - In dieser Zeit, dt. von Erik Glossmann; Kirchheim, München 1994, ISBN 3-87410-059-6.

### Sachbücher
- Ordkonst och bildkonst (1913)
- Det besegrade livet (1927)
- Den knutna näven (1934)
- Den befriade människan (1939)
- Antecknat (1977)

### Gedichtsammlungen
- Motiv (1914)
- Ångest (1916)
- Den lyckliges väg (1921)
- Hjärtats sånger (1926)
- Vid lägereld (1932)
- Genius (1937)
- Sång och strid (1940)
- Hemmet och stjärnan (1942)
- Aftonland (1953)

### Drama
- Sista mänskan (1917)
- Teater (1918)
- Himlens hemlighet (1919)
- Kaos (1919)
- Den osynlige (1923)
- Han som fick leva om sitt liv (1928)
- Konungen (1932)
- Bödeln (1934)
- Mannen utan själ (1936)
- Seger i mörker (1939)
- Midsommardröm i fattighuset (1941)
- De vises sten (1947)
- Låt människan leva (1949)

### Romane
- Gäst hos verkligheten (1925)
  - Gast bei der Wirklichkeit, dt. von Edzard Schaper; Verlag der Arche, Zürich 1952.
- Själarnas maskerad (1930)
- Bödeln (1933)
  - Der Henker, dt. von Verner Arpe; Bermann-Fischer, Stockholm 1946.
- Dvärgen (1944)
  - Der Zwerg, dt. von Otto Oberholzer; Verlag Volk und Welt, Berlin 1978.
- Barabbas (1950)
  - Barabbas, dt. von Edzard Schaper; Nymphenburger Verlagshandlung, München 1950.
- Sibyllan (1956)
  - Die Sibylle, dt. von Willi Reich; Nymphenburger Verlagshandlung, München 1957.
- Ahasverus död (1960)
  - Der Tod Ahasvers, dt. von Erich Furegg; Verlag Die Arche, Zürich 1961.
- Pilgrim på havet (1962)
  - Pilger auf dem Meer, dt. von Otto Oberholzer; Verlag Die Arche, Zürich 1963.
- Det heliga landet (1964) 
  - Das Heilige Land, dt. von Otto Oberholzer; Verlag Die Arche, Zürich 1965.
- Mariamne (1967)
  - Mariamne, dt. von Otto Oberholzer; Verlag Die Arche, Zürich 1968.
- Den svåra resan (geschrieben 1926, veröffentlicht 1985)

### Übersetzungen
- Ordkonst och bildkonst, 1913 (Englische Übersetzung: "Literary Art and Pictorial Art", 1991)